# Zoocydy
Zoocyd – pestycyd, będący związkiem chemicznym, działającym trująco na zwierzęta.

## Podział

### Ze względu na typ zwalczanych zwierząt
- akarycydy (przeciwko roztoczom)
- aficydy (przeciwko mszycom)
- insektycydy (przeciwko owadom)
- larwicydy (przeciwko mszycom)
- moluskocydy (przeciwko mięczakom)
- nematocydy (przeciwko nicieniom)
- owicydy (zwalczające jaja owadów i roztoczy)
- rodentycydy (przeciwko gryzoniom)

### Ze względu na metodyintoksykacji
- oddechowe
- kontaktowe
- żołądkowe

Zwykle jednak zoocydy wykazują działanie mieszane.
Zoocydami mogą być:
- chlorowcopochodne węglowodorów
- karbaminiany,
- organiczne związki fosforu
- związki acylomocznikowe.